# Bate o Pé - Ao Vivo
Bate o Pé - Ao Vivo é o primeiro álbum ao vivo e o primeiro DVD da dupla sertaneja brasileira Rionegro & Solimões. Foi lançado em 2000 pela Universal Music. O álbum reúne os grandes sucessos da dupla, e também traz como faixa bônus a canção "Esperando na Janela" (regravação de Targino Gondim). O álbum chegou a marca de 150 mil cópias vendidas e conquistou discos de ouro e platina.
O álbum recebeu uma indicação ao Grammy Latino na categoria "Melhor Álbum de Música Sertaneja".

## Faixas
| Edição de CD   |                          |                                                           |         |  |
| N.º            | Título                   | Compositor(es)                                            | Duração |  |
| 1.             | "Saudade Pulou no Peito" | Rionegro / Domiciano                                      | 2:53    |  |
| 2.             | "Tudo Acabou"            | Rionegro / Domiciano                                      | 4:20    |  |
| 3.             | "Depois De Você"         | Rionegro / Domiciano                                      | 3:49    |  |
| 4.             | "Casa Cheia"             | Pinocchio                                                 | 3:42    |  |
| 5.             | "Só Lembranças"          | Rionegro / Domiciano                                      | 5:50    |  |
| 6.             | "A Gente Se Entrega"     | Pinocchio                                                 | 5:39    |  |
| 7.             | "Bate o Pé"              | Rionegro / Dermes                                         | 3:50    |  |
| 8.             | "Peão Apaixonado"        | Pinocchio                                                 | 3:11    |  |
| 9.             | "Pororoca"               | Rionegro / Domiciano                                      | 4:36    |  |
| 10.            | "Tocando em Frente"      | Almir Sater / Renato Teixeira                             | 4:55    |  |
| 11.            | "Uai, Uai"               | Eder Júnior / Dermes                                      | 3:22    |  |
| 12.            | "Frio da Madrugada"      | Pinocchio                                                 | 4:22    |  |
| 13.            | "De São Paulo à Belém"   | Pinocchio / Nilma                                         | 4:26    |  |
| 14.            | "Esperando na Janela"    | Targino Gondim / Manuca Almeida / Raimundinho do Acordeon | 3:38    |  |
| Duração total: | Duração total:           | Duração total:                                            | 55:52   |  |

| Edição de DVD  |                                       |                                        |         |  |
| N.º            | Título                                | Compositor(es)                         | Duração |  |
| 1.             | "Saudade Pulou no Peito"              | Rionegro / Domiciano                   | 2:53    |  |
| 2.             | "Tô Doidão"                           | Rionegro / Solimões                    | 3:32    |  |
| 3.             | "Tudo Acabou"                         | Rionegro / Domiciano                   | 4:20    |  |
| 4.             | "Depois de Você"                      | Rionegro / Domiciano                   | 3:49    |  |
| 5.             | "Casa Cheia"                          | Pinocchio                              | 3:42    |  |
| 6.             | "Só Lembranças"                       | Rionegro / Domiciano                   | 5:50    |  |
| 7.             | "Falta Você"                          | Rionegro                               | 6:07    |  |
| 8.             | "Ô de Casa, Ô de Fora"                | Carlos Eduardo / Pinocchio / Alexandre | 4:52    |  |
| 9.             | "Trem Bão"                            | Vicente Dias / Carrerito               | 6:02    |  |
| 10.            | "A Gente se Entrega"                  | Pinocchio                              | 5:39    |  |
| 11.            | "Bate o Pé"                           | Rionegro / Dermes                      | 3:50    |  |
| 12.            | "Peão Apaixonado"                     | Pinocchio                              | 3:11    |  |
| 13.            | "Pororoca"                            | Rionegro / Domiciano                   | 4:36    |  |
| 14.            | "Boiadeiro e Violeiro" (Instrumental) | Rionegro                               | 3:49    |  |
| 15.            | "Tocando em Frente"                   | Almir Sater / Renato Teixeira          | 4:55    |  |
| 16.            | "Chalana"                             | Mario Zan / Arlindo Pinto              | 4:36    |  |
| 17.            | "Cuitelinho"                          | Paulo Vanzolini / Antônio Xandó        | 3:02    |  |
| 18.            | "Uai, Uai"                            | Eder Júnior / Dermes                   | 3:22    |  |
| 19.            | "Frio da Madrugada"                   | Pinocchio                              | 4:56    |  |
| 20.            | "De São Paulo à Belém"                | Pinocchio / Nilma                      | 4:26    |  |
| 21.            | "Bate o Pé" (Videoclipe)              | Rionegro / Dermes                      | 2:53    |  |
| Duração total: | Duração total:                        | Duração total:                         | 1:42:20 |  |

## Ficha Técnica
- Realização: Universal Music
- Dirigido por Newton D'Avila
- Unidade Móvel de Áudio: Dolby digital Áudio
- Coordenador: Roberto Marques
- Assistente de áudio: Everaldo Andrade
- Projeto Músical: Leitão
- Fotos: Marcos Hermes
- Programação audiovisual: Geysa Adnet/L&A Studio
- Direção de audio: Gê Alves Pinto
- Coordenação de áudio: Patrícia Fernandes

### Show
- Técnicos de som: Wolkinar Zuanazzi "Gordo" e Luizão
- Direção de iluminação e cenários: José Fernandes e Marcelo Lakusta
- Técnico de iluminação: Marcos Santos "Fio"
- Equipe técnica (cenário):  Marcelo Gaiola, Claudio Diniz, Edson Amarildo, Fábio Nascimento, Levi Vieira e Silas Pinheiro
- Balé: Sheba Show
- Bailarinos: Fábio Barbosa, Kátia Linhardt, Hugo Potel Dante, Marcelo Graco, Pamela Brancalion, Roberta Gaspareto e Willians Brioni Ribeiro
- Cabelo e maquiagem:  Studio Dorian D'Santana Coiffeur
- Roadies: Alexandre Bolzane e Antonio Donizete da Silva
- Camarim: Paulo Sérgio
- Secretário: Luiz Lucas
- Produtor: Renato Tanger
- Supervisão Técnica Universal Music: Walter Fernandes
- Assessoria de Imprensa: Celeste de Souza
- Coordenação Executiva Universal Music: Silvana Cardoso
- Apoio Cultural: Domus
- Direção artística e produção executiva: Rionegro & Solimões
- Produção: Gibson Promoções e Produções Ltda.

### Vídeo
- Direção: Daniel Dos Santos
- Assistentes de direção: Simone Chahde de Castro e Patrícia Del Lungo Cândido
- Edição: Jeferson De e Marcel Albert
- Produção exeutiva Dínamo: Guilherme Benini
- Câmeras: Norberto Aguiar, Renne Guariglia, Marcelo de Mello Medeiros, Jorge Luiz Maia Duarte e Ari Costa Reis
- Steadycam: Nitheroy Ribeiro
- Maquinista: Marcos Macambyra
- Assistente: Marcelo Nakajo
- Assistentes de grua: Victor Valesi, Douglas da Silva, Eduardo Ramos e Nilton da Silva
- Unidade Móvel:  D2 Vídeo Produções
- Equipe Unidade Móvel - assistentes: Antonio Ricardo Russo, Claumir Rodrigues da Silva, Marcos Nunes Pereira, Moises Wagner da Silva e Wilson Pedreira dos Santos
- Motorista: Cláudio R. de Freitas
- Operador de áudio: Gerson Lopes de Oliveira
- Operador de vídeo: Jorge Marcos R. Barroso
- Operador de VT: Bruno Delaiti
- Engenheiro: José Guilherme G. Cunha
- Supervisor: Nilvan Vieira Silva
- Produtor: Jorge Luiz B. Danieletto
- Coordenadores: Daltoir Danieletto Junior e Raul Del Blanco

### CMT Brasil
- Assistente de coordenação: Marília de Campos Orantas
- Coordenadora de produção: Marina Junqueira
- Diretor artístico: Luca Paica Melo
- Diretor Geral: Carlos Beni Borja

### DirecTV
- Produção DirecTV: Patrícia Ricci Siqueira
- Diretor de programação DirecTV: Platão

### Produtores
- Marcelo Rocha
- Leandro Mercê
- Róger franco
- Eduardo Menezes
- Adriano Reis
- Fabrício Almeida
- Cristina Torloni
- Adriano Domingos
- Manuel Rógier Filho

## Certificações
| Brasil - ABPD                             | Ouro    | 2000 | 100.000* |
| Brasil - ABPD DVD                         | Platina | 2004 | 50.000*  |
| *número de vendas baseado na certificação |         |      |          |

## Prêmios e indicações
| Ano  | Premiação     | Categoria                        | Resultado | Ref.  |
| ---- | ------------- | -------------------------------- | --------- | ----- |
| 2001 | Grammy Latino | Melhor Álbum de Música Sertaneja | Indicado  | [ 7 ] |